# 卡斯滕·科尔哈斯
卡斯滕·科尔哈斯（德語：Karsten Kohlhaas，1970年4月4日—），德国前男子手球运动员。他曾代表德国国家队参加1996年夏季奥林匹克运动会手球比赛，结果获得第七名。